# Територія Аризона
Територія Аризона (англ. Arizona Territory) — інкорпорована організована територія США, що існувала з 1863 по 1912 роки.

## Історія
У 1853 році Територія Нью-Мексико була значно розширена внаслідок Купівлі Гадсдена. На початку 1856 були висунуті перші пропозиції щодо відділення південної частини Нью-Мексико та організації окремої території, межі якої були засновані не на поточному розподілі з півночі на південь, а зі сходу на захід.
29 серпня 1856 року у Тусоні відбувся з'їзд, на якому 256 делегатів підписали звернення до Конгресу США з проханням створити нову Територію та обрати Натана Кука делегатом до Конгресу. У січні 1857 року було внесено законопроєкт у Палату представників США, але він був відхилений на тій підставі, що на новій території проживає занадто мало людей. Пізніше аналогічна пропозиція була внесена до Сенату США, але також не знайшла підтримки. Пропозиція про створення нової території була спірною частково тому, що Територія Нью-Мексико знаходилася під впливом прихильників жителів Півдня, які бажали поширення рабства на південному заході.
У лютому 1858 року члени законодавчих зборів Території Нью-Мексико прийняли резолюцію на користь створення Території Аризона, межі якої проходили б уздовж 109 меридіана, а всі індіанці штату Нью-Мексико мали бути переселені на північ Аризони. У квітні 1860 року 31 делегат прийняли конституційне рішення про тимчасовий уряд на території південніше від 34° пд. ш. і обрали Льюїса Оуінгза тимчасовим губернатором, проте ці рішення не були затверджені Конгресом США.
Після початку Громадянської війни жителі південної частини Території Нью-Мексико оголосили про утворення Території Аризона і в лютому 1862 приєдналися до Конфедеративних Штатів Америки. На противагу цьому Палата Представників Конгресу США в березні 1862 року прийняла білль про утворення Території Аризона у складі США, причому кордон був проведений не за лінією захід-схід, а по лінії північ-південь, по 107 меридіану західної довготи. У лютому 1863 білль пройшов через Конгрес США, і був затверджений президентом Авраамом Лінкольном 24 лютого 1863 року. У зв'язку з тим, що Тусон на той час знаходився в руках конфедератів, першою столицею Території став Прескотт у контрольованій армією Союзу північній частині цих земель.
На початку 1867 року невелику північно-західну частину Території Аризона було передано до складу нещодавно створеного штату Невада. Після цього столиця Території була перенесена в місто Тусон, а з 1889 року нею став Фінікс, через те що в Тусоні проживало дуже багато іспаномовних жителів.
14 лютого 1912 року Територія Аризона увійшла до складу США, ставши 48-мим штатом.